# 反石油生产和出口卡特尔法案
《反石油生产和出口卡特尔法案》（简称NOPEC）是美国的一项从未启用的法案，2007年时曾获编号H.R. 2264，后来又在2008年时合并入H.R. 6074。OPEC和其成员国国有石油公司因国家豁免的缘故，其贸易受到美国法律保护。NOPEC法案旨在去除这一保护伞，允许美国依照其反垄断法诉讼OPEC国家垄断全球石油供应、操纵国际油价。虽然公众对OPEC一直持抵触情绪，但NOPEC迄今为止一直未获得通过。自2000年以来，共有累计16个不同版本的NOPEC法案被提出，但均遭到石油工业的强烈反对。